# Mireya Moscoso
Mireya Moscoso, właśc. Mireya Elisa Moscoso Rodriguez de Arias (ur. 1 lipca 1946) – polityk panamska, prezydent Panamy w latach 1999–2004.

## Życiorys
Żona faszyzującego panamskiego polityka, Arnulfo Ariasa, który trzykrotnie sprawował urząd prezydenta tego kraju i trzykrotnie był obalany wskutek zamachów stanu. Wraz z mężem spędziła około 20 lat na emigracji w USA. Jako wdowa (po śmierci męża zmarłego w 1988) z ramienia partii jego zwolenników, Partido Arnulfista, kandydowała w wyborach prezydenckich w 1994 (zajęła wówczas drugie miejsce) i w 1999 (wygrała wybory). Urząd prezydenta Panamy na 5-letnią kadencję objęła 1 września 1999.
Z wykształcenia dekoratorka wnętrz, w polityce reprezentowała Partido Panameñista (od 1990: Partido Arnulfista), tradycyjnie opozycyjną względem ingerencji USA, znaną choćby z oporu przeciw powiązanemu z USA dyktatorowi Noriedze.
W kolejnych wyborach, w maju 2004, poniosła klęskę, a jej następcą został wybrany Martín Torrijos.